# Burgstall Oberföhring
Der Burgstall Oberföhring ist eine abgegangene hochmittelalterliche Niederungsburg auf 516 m ü. NHN 180 m südwestlich der Pfarrkirche St. Lorenz von Oberföhring, einem Stadtteil der Landeshauptstadt München in Bayern.
Die Anlage wird als Bodendenkmal unter der Aktennummer D-1-7835-0042 als „Burgstall des hohen und späten Mittelalters ("Alte Schanze")“ geführt.

## Beschreibung
Die ovale Anlage liegt östlich des Mittleren Isarkanals bzw. am Brunnbach. Sie besitzt abgerundete Ecken und misst in Ost-West-Richtung 50 m und in Nord-Süd-Richtung 60 m. Sie liegt heute in einem Waldgebiet.
Die Burgstelle wurde zunächst mit dem Gutshof „Spilhof“ und später mit dem „Pernerhof“ überbaut. Heute ist davon nichts mehr erhalten.

## Geschichte
Die Burg diente der Überwachung der Föhringer Brücke über die Isar und des Marktes. Sie wurde um 1000 n. Chr. von den Bischöfen von Freising erbaut. 1156/58 wurde sie durch Heinrich den Löwen zerstört. 1887 sollen noch Reste der Burg sichtbar gewesen sein. 1900–01 wurde hier eine Villa mit Wohnhaus und Atelier für den Bildhauer Johann Parzinger erbaut.